# Medazepam
Medazepam ist ein Arzneistoff aus der Gruppe der Benzodiazepine und besitzt anxiolytische, antikonvulsive, hypnotische, sowie muskelrelaxierende Potenziale. Es wird in der Medizin als Anxiolytikum, sowie als Tagestranquilizer zur symptomatischen Behandlung von akuten und chronischen Spannungs-, Erregungs- und Angstzuständen angewendet.
Medazepam wurde 1963 von Hoffmann-La Roche patentiert und 1969 unter dem Fertigarzneimittelnamen Nobrium auf den Markt gebracht.
Im Vergleich zu anderen Benzodiazepinen wie etwa Diazepam, Lorazepam, oder Oxazepam, spielen Fertigarzneimittel mit dem Wirkstoff Medazepam heute eine untergeordnete Rolle. Mitte 2022 wurden Lieferengpässe vermerkt.

## Pharmakokinetik
Nach oraler Einnahme von Medazepam werden die maximalen Plasmakonzentrationen innerhalb von ein bis zwei Stunden erreicht. Die biologische Halbwertszeit liegt bei etwa zwei Stunden, die seiner aktiven Metaboliten Desmethylmedazepam, Desmethyldiazepam, Diazepam und Oxazepam bei bis zu 80 Stunden. Die Bioverfügbarkeit von Medazepam liegt bei 49 bis 76 % und die Äquivalenzdosis zu 10 mg Diazepam ist 20 mg.

## Nebenwirkungen
Häufige Nebenwirkungen sind Benommenheit, Schwindel, Kopfschmerzen, Schläfrigkeit und Verwirrtheit. In seltenen Fällen kann eine paradoxe (gegensätzliche) Wirkung mit Erregung (Angst, Aggressivität, agitierter Verwirrtheitszustand) auftreten, die keinesfalls mit Dosissteigerung beantwortet werden darf. Medazepam weist wie alle Arzneistoffe aus der Benzodiazepin-Klasse ein hohes Abhängigkeits- und Missbrauchspotenzial auf.

## Handelsnamen
Monopräparate
Nobrium (D, außer Handel), Rudotel (D, SK, HU, PL, RU), Ansilan (CZ, BA, MK), Resmit (JP)
Kombinationspräparate
Debrum (Medazepam & Trimebutin) (IT), Nobritol (Medazepam & Amitriptylin) (SP), Tranko-Buskas (Medazepam & Butylscopolamin) (TR)